# آقصو (جليكخان)
آقصو (بالكردية: Bistigan‏) (بالتركية: Aksu)‏ هي قرية كرديّة رشوانيّة تتبع إداريّاً لمديرية جليكخان في محافظة أديامان التركية، بلغ عدد سكانها 316 نسمة في عام 2021.